# Lagunón
Lagunón é uma localidade uruguaia do departamento de Rivera, na zona norte do departamento.. 

## População
Segundo o censo de 2011 a localidade contava com uma população de 2376 habitantes.
| Variação demográfica do município entre 1985 e 2011 |
|                                                     |

## Autoridades
A localidade é subordinada diretamente ao departamento de Rivera, não sendo parte de nenhum município riverense.. De acordo com o censo nacional Lagunón é uma localidade independente, mas para a Intendência do departamento de Rivera, é um bairro da capital do departamento

## Transporte
A localidade possui a seguinte rodovia:
- Ruas e avenidas que ligam a localidade ao restante da cidade de Rivera [6][7][8]